# Antillicharis thorybodes
Antillicharis thorybodes är en insektsart som beskrevs av Otte, D. och Perez-gelabert 2009. Antillicharis thorybodes ingår i släktet Antillicharis och familjen syrsor. Inga underarter finns listade i Catalogue of Life.